# Stedocys vittiformis
Espèce
Stedocys vittiformis est une espèce d'araignées aranéomorphes de la famille des Scytodidae.

## Distribution
Cette espèce est endémique du Guangxi en Chine,. Elle se rencontre dans le xian de Huanjiang.

## Description
Le mâle holotype mesure 7,66 mm.

## Publication originale
- Chen, Liang, Yin, Xu & Wei, 2021 : « Pinelema mulunensis sp. nov. and Stedocys vittiformis sp. nov., two new species from southern China (Arachnida: Araneae). » Acta Arachnologica Sinica, vol. 30, no 1, p. 9-19.